# Amplificación isotérmica mediada por bucle
La amplificación isotérmica mediada por bucle, conocida como LAMP por sus siglas en inglés (Loop-mediated isothermal amplification), es una técnica de amplificación de ADN. LAMP es una técnica de bajo costo empleada en biología molecular para el diagnóstico de ciertas enfermedades. La reacción LAMP (RT-LAMP) combina la LAMP con un paso de transcripción inversa para permitir la detección de ARN.
LAMP es una técnica de amplificación de ácidos nucleicos isotérmica. A diferencia de la tecnología de reacción en cadena de la polimerasa (PCR), en la que la reacción se lleva a cabo alternando una serie de pasos o ciclos de temperatura, la amplificación isotérmica se lleva a cabo a una temperatura constante y no requiere un termociclador .

## Técnica
En LAMP, la secuencia diana se amplifica a una temperatura constante de 60 a 65 °C (140-149 °F) usando dos o tres conjuntos de cebadores y una polimerasa con alta actividad de desplazamiento y replicación. Normalmente, se utilizan 4 cebadores diferentes para amplificar 6 regiones distintas en el gen diana, lo que aumenta la especificidad. Un par adicional de "cebadores de bucle" puede acelerar aún más la reacción.

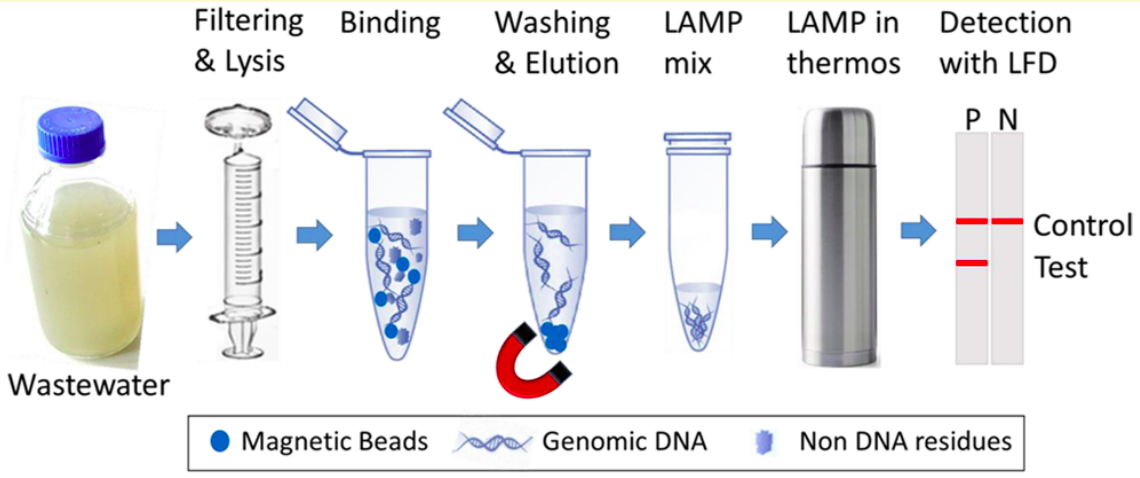
Esquema de una reacción LAMP de biomarcadores de ADN de muestras de aguas residuales sin tratar, para cuantificar rápidamente el ADN mitocondrial (ADNmt) específico de humanos.

El producto de amplificación puede detectarse mediante fotometría, midiendo la turbidez causada por la precipitación del pirofosfato de magnesio como subproducto de la amplificación. Esto permite una visualización a simple vista o mediante métodos de detección fotométrica para volúmenes pequeños. La reacción se puede seguir en tiempo real midiendo la turbidez o mediante fluorescencia utilizando colorantes intercalados como SYTO 9. Se puede usar SYBR green para generar un cambio de color visible que puede ser identificado a simple vista sin la necesidad equipamiento costoso, o para identificar fluorescencia que puede ser medida con mayor precisión mediante un instrumento. Las moléculas de colorante se intercalan con el ADN y pueden correlacionarse con el número inicial de copias. Por tanto, LAMP también puede ser cuantitativo.

## Usos y beneficios
LAMP es una técnica de amplificación de ADN relativamente nueva, que debido a su simplicidad, robustez y bajo costo podría proporcionar importantes ventajas. LAMP tiene el potencial de ser utilizado como un simple ensayo de detección en el campo o en un punto de atención médica. Debido a que LAMP es isotérmico, lo que erradica la necesidad de costosos termocicladores utilizados en la PCR convencional, puede ser un método particularmente útil para el diagnóstico de enfermedades infecciosas en países de ingresos bajos y medios. LAMP se está estudiando ampliamente para detectar enfermedades infecciosas como la tuberculosis, malaria, la enfermedad del sueño, y el SARS-CoV-2. LAMP aún no ha sido ampliamente validada en países en vías de desarrollo para la detección de patógenos comunes.
Se ha observado que LAMP es menos sensible (más resistente) que la PCR a inhibidores presentes en muestras complejas como sangre, probablemente debido al uso de una polimerasa diferente (usualmente Bst – Bacillus stearothermophilus – ADN polimerasa en lugar de Taq polimerasa como en la PCR). Varios reportes describen la detección exitosa de patógenos a partir de muestras mínimamente procesadas, como sangre tratada con calor, o en presencia de matrices de muestras clínicas. Esta característica de LAMP puede ser útil en entornos de campo o de bajos recursos donde no sea posible realizar la extracción de ADN o ARN antes de las pruebas de diagnóstico.

## Limitaciones
LAMP es menos versátil que la PCR, ya que esta última es una técnica de amplificación más robusta y versátil. LAMP es una técnica útil en el diagnóstico de enfermedades o la detección de patógenos, pero no es útil para clonación o muchas otras aplicaciones de biología molecular en la que la PCR se hace indispensable. Debido a que LAMP usa 4 (o 6) cebadores dirigidos a 6 (u 8) regiones dentro de un segmento bastante pequeño del genoma, y debido a que el diseño de cebadores está sujeto a numerosas restricciones, es difícil diseñar conjuntos de cebadores para LAMP "a simple vista". Paquetes de software comerciales de código abierto son generalmente usados para realizar el diseño de los cebadores LAMP, aunque las limitaciones del diseño del cebador en comparación con la PCR significan que hay menos libertad con LAMP para elegir el sitio diana.
En diagnóstico, esto debe equilibrarse con la necesidad de elegir una diana apropiada (por ejemplo, un sitio conservado en un genoma viral muy variable o una diana que es específica para una cepa particular de patógeno). Pueden ser necesarias múltiples secuencias degeneradas para cubrir las diferentes cepas variantes de la misma especie. Una consecuencia de tener tal cóctel de cebadores puede ser una amplificación  inespecífica en la amplificación tardía.